# Lo-Fi-Fnk
Lo-Fi-Fnk est un groupe suédois de musique électropop, originaire de Stockholm. Le groupe a publié deux albums, Boylife en 2006 et The Last Summer en 2011.

## Discographie

### Singles et EP
- We is
- (... And the JFG?)
- Sleepless (2010)

### Remixes
- Dibaba - The Truth Blending Consortium
- Karin Ström - Psykos
- Softlightes - Girlkillsbear
- Le Tigre - After Dark
- The Feeling - Love It When You Call
- The Alpine - Trigger
- Hot Club de Paris - Your Face Looks All Wrong
- The Russian Futurists - Paul Simon
- Fed MUSIC - Yesterday Stories
- Unklejam - Stereo
- Mika - Big Girl (You Are Beautiful)
- Shout Out Louds - Impossible
- GoodBooks - Turn It Back
- The Black Ghosts - Face
- Jeppe - Lucky Boy
- Casiokids - Fot i Hose